# 奥梅尔 (摩泽尔省)
奥梅尔（法語：Hommert）是法国摩泽尔省的一个市镇，属于萨尔堡区（Sarrebourg）萨尔堡县（Sarrebourg）。该市镇总面积3.49平方公里，2009年时的人口为356人。

## 人口
奥梅尔人口变化图示